# سلیمان حافظ
سلیمان حافظ (انگلیسی: Sulayman Hafez؛ ۱۸۹۶–۱۹۶۸) یک وکیل اهل مصر است. او پس از اینکه انقلاب ۱۹۵۲ موفقت شد، نامهٔ درخواست استعفای ملک فاروق از قدرت را تنظیم کرد و پس از حذف پادشاهی از مصر وزیر کشور مصر شد.
او به مدرسهٔ حقوق پیوست و پس از فارغ‌التحصیلی به وکالت پرداخت و سپس راه قضاوت را پیش گرفت. او در سال ۱۹۴۸ در پادشاهی مصر وکالت وزارت دادگستری را به عهده گرفت و در سال بعد وکیل هیئت وزیران بود و تا کودتای افسران آزاد که منجر به فروپاشی پادشاهی بود این منصب را عهده‌دار بود.